# Sikorsky CH-37 Mojave
Sikorsky CH-37 Mojave (tovární označení S-56) byl americký těžký transportní vrtulník, který byl používán během 50. a 60. let 20. století.

## Vznik
Těžký nákladní vrtulník Mojave (jméno indiánského kmene) vznikl kvůli požadavku Americké námořní pěchoty (USMC) na těžký transportní vrtulník schopný unést až 26 vyzbrojených vojáků nebo dva až tři lehké terénní automobily.

## Konstrukce

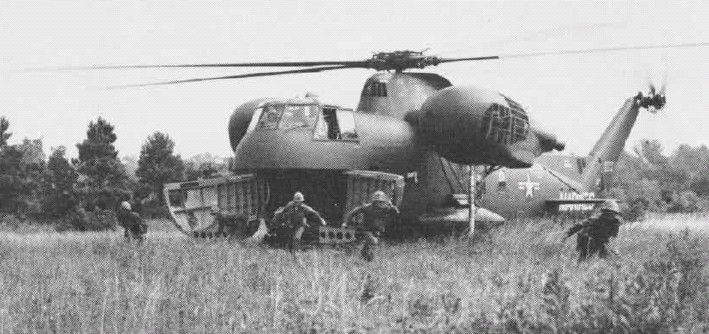
CH-37B vysazuje námořní pěchotu.

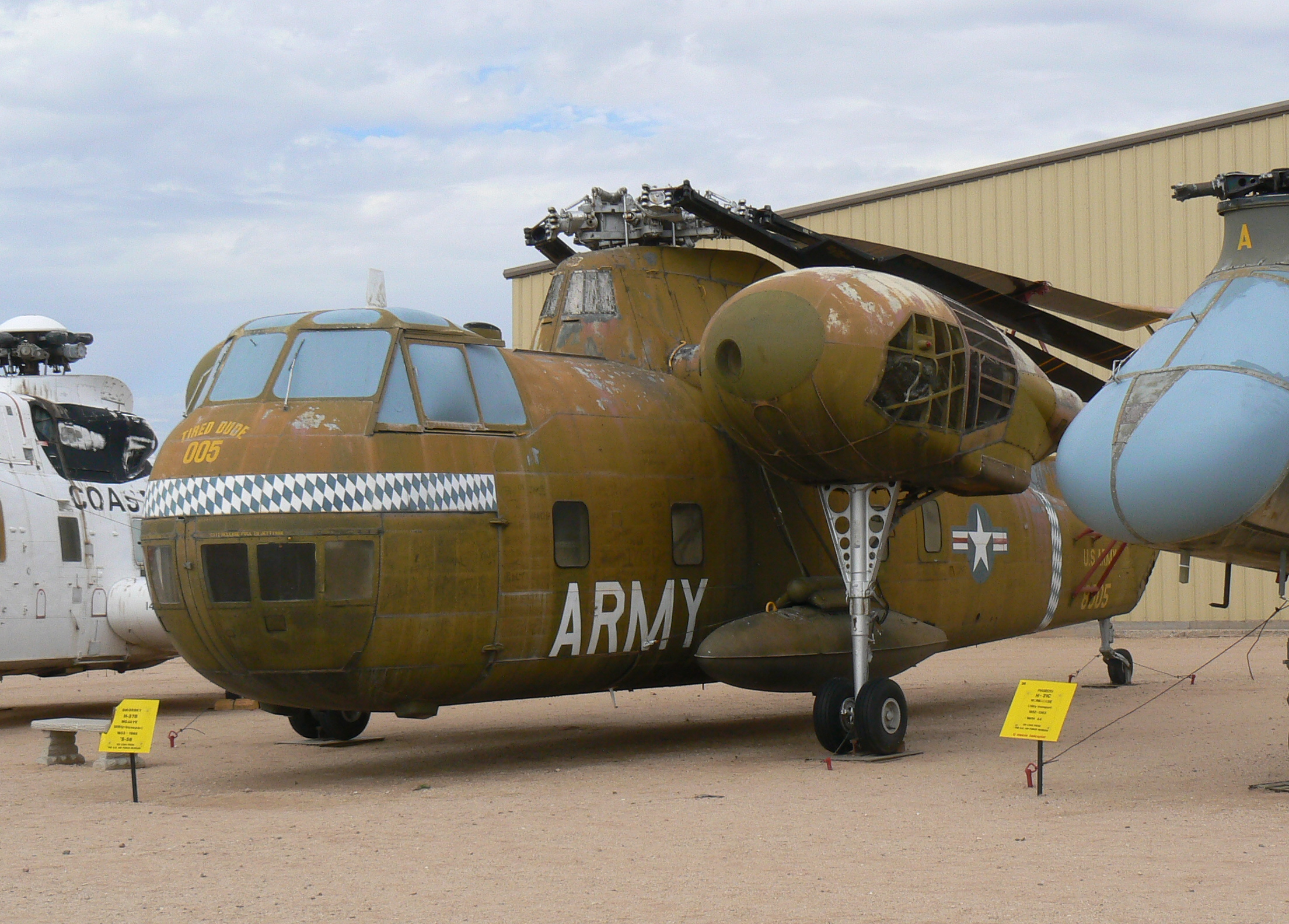
CH-37B "Tired Dude"

Celokovový vrtulník CH-37 byl netradiční svým uspořádáním, pro maximální využití prostoru. Pohonné jednotky 2 pístové, dvojhvězdicové, vzduchem chlazené, osmnáctiválcové motory Pratt & Whitney R-2800-54 "Double Wasp" s výkonem 2 100 koní (1566 kW), byly umístěny na pylonech po stranách trupu. Pomocí vyosených reduktorů a kardanových hřídelí byl kroutící moment přenášen na hlavní reduktor v trupu, který poháněl pětilistý nosný rotor a vyrovnávací čtyřlistou vrtuli.
Palivo bylo uloženo ve vnitřních nádržích, v pomocných pylonech motorových gondol. Později byla přidána úprava na nesení přídavných nádrží o 1136 litrech díky nimž se dolet zvětšil o 1/3. Spodní část motorových gondol sloužila pro uchycení zatahovacího, polozapuštěného podvozku. Hlavní podvozkové nohy byly opatřeny dvojmontáží a zatahovaly se hydraulicky dozadu. Zadní ostruhové kolečko se nezatahovalo. Zvolené uspořádání umožnilo plně využít nákladový prostor, který byl v té době největší - 37,5 m3. Pro nástup a výstup výsadku a vjezd vozidel byla v přídi velká dvoukřídlá do stran rozevíratelná vrata. Na pravé straně nákladového prostoru byly, podle verze posuvná nebo otevíratelná vrata.
Pro snadnější manipulaci s nákladem byl vrtulník vybaven navijákem o tažné síle 950 kg a kolejnicemi na stropě nákl. prostoru. V nemocniční úpravě byl schopen přepravit až 24 ležících pacientů. Zesílená spodní část trupu dovolovala nést v podvěsu břemena až do hmotnosti 4500 kg, včetně lehkých tanků a letadel.
Posádka byla dvojčlenná a seděla v patře v přídi stroje. Do kokpitu se nastupovalo přes nákladový prostor. Třetím členem posádky byl palubní operátor.

## Verze vrtulníku

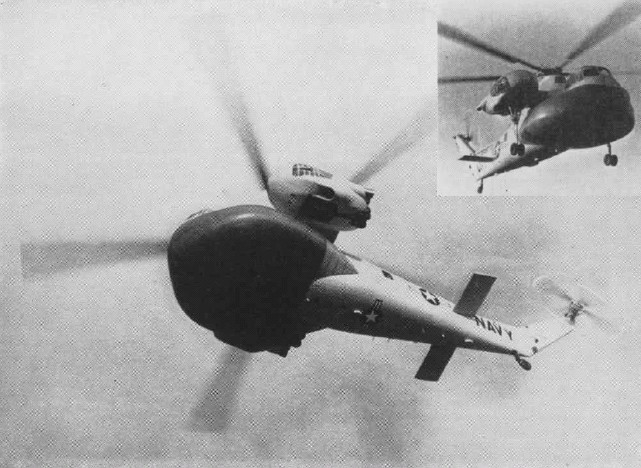
Radiolokační verze HR2S-1W.

- XHR2S-1 - prototyp pro USMC, postaveny 4 ks.
- HR2S-1W - Radiolokační verze zkoušená námořnictvem (US Navy).
- YH-37 - prototyp HR2S-1 testovaný US Army.
- CH-37A Mojave - Vojenská transportní verze stroje HR2S pro US Army, postaveno 94 strojů.
- CH-37B Mojave - Modernizovaná verze H-37 (CH-37A) s upravenými dveřmi a automatickou stabilizací.
- Sikorsky S-56 - tovární (civilní) označení vrtulníku CH-37.
- Sikorsky S-60 - prototyp vrtulníku CH-54 Tarhe „létající jeřáb“z roku 1959, havaroval 1961.

## Uživatelé
- Německo, USA (US Army, USMC)

## Specifikace

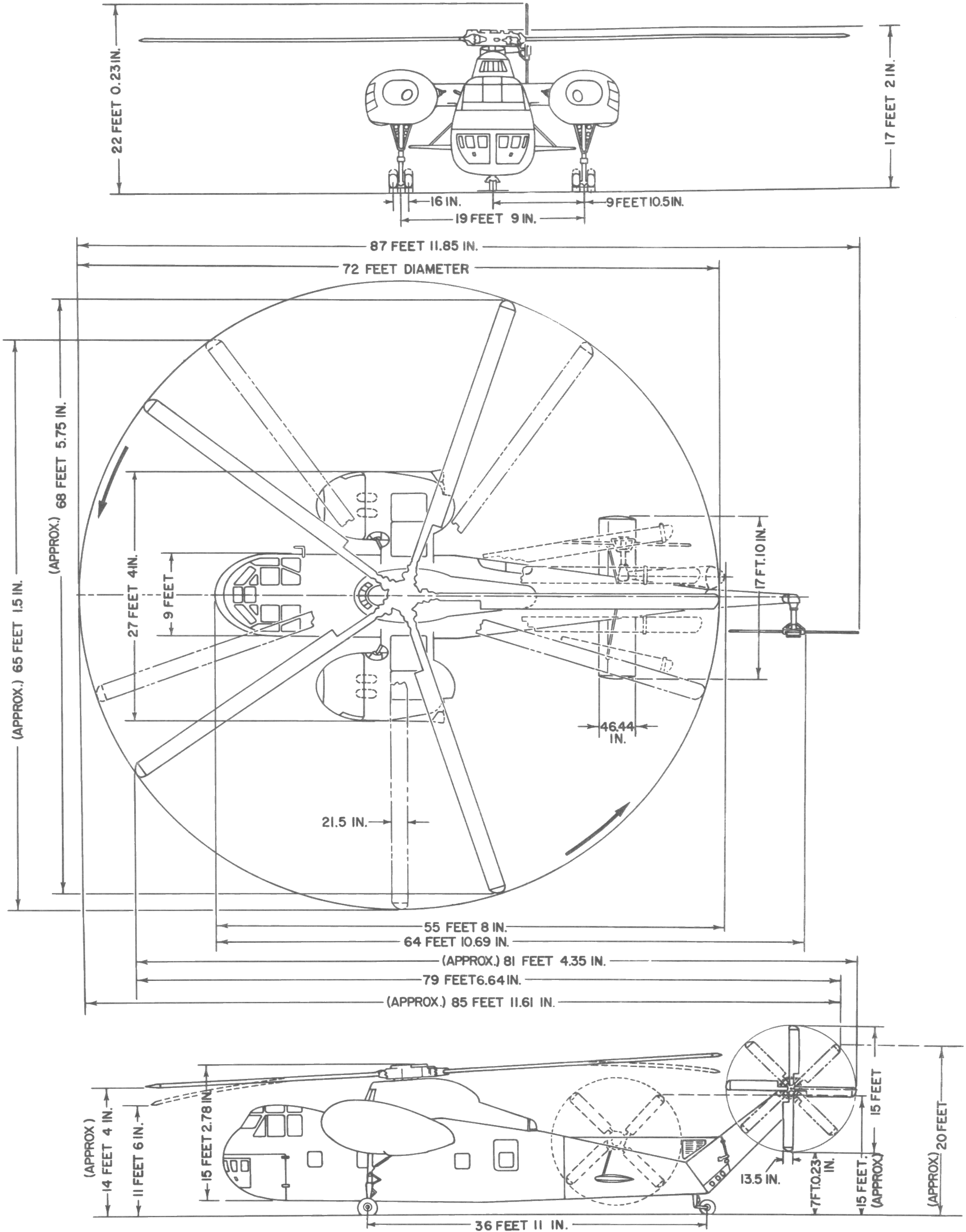
Třípohledový nákres CH-37

### Technické údaje
- Posádka: 3
- Průměr vrtule: 21,95 m
- Délka: 26,8 m
- Délka trupu: 19,58 m
- Výška: 6,71 m
- Hmotnost prázdného vrtulníku: 9730 kg
- Vzletová hmotnost: 13608 kg
- Pohonné jednotky: 2× Pratt & Whitney R-2800-54 "Double Wasp" s výkonem 2100 koní (1566 kW)
- Výkon pohonné jednotky: 3925 k

### Výkony
- Maximální rychlost: 211 km/h
- Cestovní rychlost: 190 km/h
- Stoupavost: 12,7 m/s
- Dostup: 5265 m
- Dolet: 390 km